# Ladlov
Ladlov je treća od četiri geološke epohe ili statigrafska niza na koje je podijeljeno razdoblje silura. Obuhvaća vremensko razdoblje od prije 422,9 ± 2,5 do prije 418,7 ± 2,7 milijuna godina.  Prethodi mu venlok, a slijedi mu pridolij.

## Podjela
Međunarodno povjerenstvo za stratigrafiju priznaje podjelu ladlova na dva doba:
- gorst: od 422,9 ± 2,5 a 421,3 ± 2,6 milijuna godina
- ludford: od 421,3 ± 2,6 a 418,7 ± 2,7 milijuna godina

## Stratigrafska podjela i GSSP
Stratigrafski početak ladlova, podudara se sa slojevima geološkog doba gorsta i karakterizira ga pojava graptolita vrste  Saetograptus (Colonograptus) varians u geološkim slojevima. Gornja stratigrafska granica ludlova nalazi se u sloju prve pojave graptolita Monograptus parultimus u geološkim slojevima.
Globalna stratotipska točka (eng. Global Boundary Stratotype Section and Point - GSSP), koju je Međunarodno povjerenstvo za stratigrafiju uzelo kao referentnu za ladlov je presjek koji se nalazi u kamenolomu "Pitch Coppice" u blizini mjesta Ludlow, u grofoviji Shropshire u Engleskoj.